# Amza Pellea
Amza Pellea (pronunciació en romanès: [ˈamza ˈpele̯a]; 7 d'abril de 1931 - 12 de desembre de 1983) va ser un actor romanès conegut per interpretar herois nacionals romanesos al cinema.
Va néixer a Băilești, Oltènia, i va assistir a l'Institut Carol I de Craiova. Més tard va actuar al Teatre de Craiova, després al Teatre Petit, al Teatre Nottara, al Teatre de Comèdia i al Teatre Nacional de Bucarest, i també va ser professor a l' Acadèmia de Teatre i Cinema de Bucarest.
Pellea va interpretar nombrosos papers còmics i seriosos. Al cinema va ser més conegut pels seus papers de líders històrics. Els seus primers papers principals van ser com a herois nacionals romanesos, començant per Decèbal a Dacii (1967) i Columna (1968). També va retratar Miquel el valent a Mihai Viteazul (1971).
El seu paper còmic més famós va ser el de "Nea Mărin" (oncle Marín), un personatge que representa l'arquetípic camperol oltè. Mărin va aparèixer per primera vegada en esbossos de comèdia de televisió. El personatge es va graduar al cinema a Nea Mărin miliardar (L'oncle Marín, el multimilionari), en què Pellea va interpretar el doble paper de l'ingenu Marín i el multimilionari nord-americà amb el qual se'l confon. Nea Mărin miliardar ocupa el primer lloc de les pel·lícules romaneses més vistes de tots els temps.
Va interpretar altres personatges històrics com Vladică Hariton a Tudor din Vladimiri i Voivode Basarab a Croitorii cei mari din Valahia. També va aparèixer a Răscoala i Haiducii. El 1977 va guanyar el premi al millor actor al 10è Festival Internacional de Cinema de Moscou pel seu paper a The Doom.

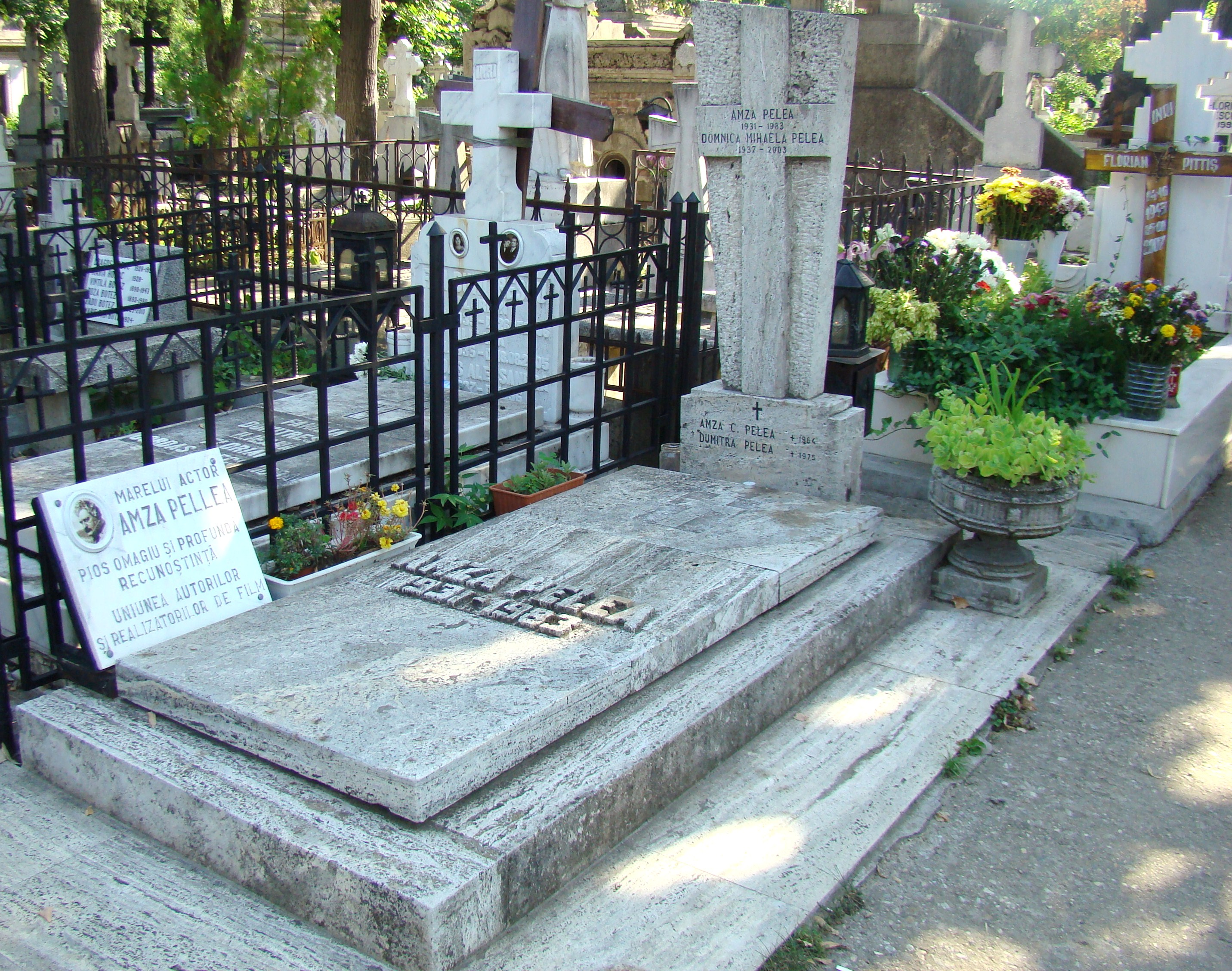
Tomba d'Amza Pellea al cementiri de Bellu

Va morir de càncer l'any 1983 i està enterrat al cementiri de Bellu a Bucarest.
En una enquesta de 2006 realitzada per la televisió romanesa per identificar els "100 romanesos més grans de tots els temps", Pellea va ocupar el lloc 58.
- Set (1961)
- Dacii (1967)
- La columna (1968)
- Mihai Viteazul (1971)
- Llavors els vaig condemnar a tots a mort (1972)
- L'últim cartutx (1973)
- Un superintendent de policia acusa (1973)
- Ulzana (1974)
- Tata de dominica (1975)
- The Doom (1976)
- Mihail, câine de circ (1979)
- Nea Mărin miliardar (1979)
- Capcana mercenarilor (1981)